# Тиргу-Муреш
Ти́ргу-Му́реш (рум. Târgu Mureş) — місто у Центральній Румунії, у Трансильванії, над р. Муреш. Адміністративний центр повіту Муреш. 127,8 тис. мешканців (2011).

## Історія
Назва міста з румунської, угорської (Marosvásárhely) та німецької (Neumarkt am Mieresch) мов перекладається як «ринок на річці Муреш». У 1952–1968 Тиргу-Муреш був столицею Муреш-Угорської автономної області.
Довгий час більшість населення міста складали угорці. Нині румунів та угорців у місті мешкає приблизно порівну.

## Економіка
Машинобудування (головним чином, устаткування для легкої промисловості), електротехнічна, електронна, хімічна, харчова промисловість. Виробництво шкіряних рукавичок, меблів, швейних виробів.

## Відомі мешканці міста
- Семюель Телекі (1739—1822) — канцлер Трансильванії, меценат, колекціонер книжок, заснував у Тиргу-Муреш бібліотеку, нині названу на його честь.
- Петру Майор (1756—1821) — найяскравіший представник просвітницької доби у румунській літературі.

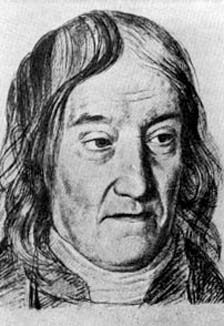
Фаркаш Бойяї

- Фаркаш Бояї, у Німеччині відомий як Вольфганг Бойяї (1775—1856) — математик, один із першовідкривачів неевклідової геометрії. Його син Янош Бойяї також був відомим математиком.[7]
- Аврам Янку (1824—1872) — один із ватажків румунського національного руху у Трансильванії, брав участь у Революції 1848 р.
- Андреш Шуто (1927—2006) — один з провідних румунських письменників 20-го ст.
- Ласло Болоні (1956) — футболіст, нині тренер, нагороджений орденом «За спортивні заслуги» 2-го ступеня за перемогу у фіналі Єврокубку 1986 р.
- Ладислау Шимон (1951—2005) — борець вільного стилю, чемпіон та бронзовий призер чемпіонатів світу, чемпіон, срібний та бронзовий призер чемпіонатів Європи, бронзовий призер Олімпійських ігор. Перший і наразі єдиний румунський чемпіон світу з вільної боротьби.
- Маркі Антон (1760—1819) — румунський педагог і громадсько-культурний діяч.
- Георгій Орбан (* 1947) — угорський композитор.

## Міста-побратими
- Байя, Угорщина
- Будапешт, Угорщина
- Кечкемет, Угорщина
- Сегед, Угорщина
- Залаегерсег, Угорщина
- Ільменау, Німеччина
- Борнмут, Велика Британія
- Східний Ренфрушир, Велика Британія